# Нурецька ГЕС
Нурецька ГЕС — гідроелектростанція поблизу міста Нурек в Таджикистані на річці Вахш. Входить до складу ВАХК «Барки Точик». Вважається, що потужність станції становить 3,0 ГВт, проте при номінальному режимі роботи її встановлена потужність нібито не перевищує 2,75 ГВт.. ГЕС забезпечує близько 3/4 всього вироблення електроенергії в республіці, проте не покриває її потреб, унаслідок чого Таджикистан змушений імпортувати електроенергію з Узбекистану та Киргизстану.
У середині 1980-х років носила ім'я Л. І. Брежнєва.

## Загальні відомості
Проектування ГЕС почалося в 1950-х, будівництво було розпочато в 1961. Будівництво станції було оголошено Всесоюзним ударним комсомольським будівництвом. В експлуатацію станція прийнята в 1972, останній агрегат введений в дію в 1979-му. Потужність станції становить 3015 МВт (9 х 335 МВт).
Вода до агрегатів подається за трьома напрямними напірними тунелями завдовжки від 395 до 450 м і діаметром 10 м. Ці тунелі закінчуються колекторами, від яких відходять по 3 напірних водогони діаметром 6 м кожен і довжиною від 610 до 666 м.
Висота греблі станції становить 304 метра, що робить її другою по висоті греблею в світі, площа дзеркала водосховища 98 км², об'єм — 10,5 км³.
Вода з водосховища використовується не тільки для вироблення електроенергії, але і прямує за спеціальним тунелем на зрошення сільськогосподарських земель. Це обмежує можливості з вироблення електроенергії в маловодні роки.
Гребля знаходиться в глибокій ущелині річки Вахш в західному Таджикистані, близько 75 км на схід від столиці країни Душанбе. Місто побудоване для обслуговування ГЕС — Нурек.
Варто також відзначити, що з розрахунку на споживання продукції Нурецької ГЕС спорудили Яванський електрохімічний комбінат, що потребував великих обсягів електроенергії для процесу електролізу.

## Дивись також
- Нурецьке водосховище
- Вахшський каскад ГЕС

## Ресурси Інтернету
- "AQUASTAT - FAO's Information System on Water and Agriculture: Tajikistan" (1997). Food and Agriculture Organization of the United Nations, Land and Water Development Division. Retrieved August 16, 2005.
- "Exhibitions to the Beginning of Amudarya". International Conference on Regional Cooperation in Transboundary River Basins. Retrieved August 16, 2005.
- "Highest Dams (World and U.S.)". Stanford University Department of Civil & Environmental Engineering.  Retrieved August 16, 2005.
- Nurek Dam